# Egina (eiland)
Egina (Grieks: Αίγινα, Aigina) is een eiland en gemeente (dimos) in de Griekse bestuurlijke regio (periferia) Attica. Het ligt niet ver van Athene, in het midden van de Golf van Egina, en behoort tot de Saronische Eilanden. Piraeus ligt op  nog geen 30 km afstand. De oppervlakte bedraagt 85 km² en er wonen zo'n 13.000 mensen. De voornaamste nederzetting draagt eveneens de naam Aegina .
Veel inwoners van Athene gaan regelmatig in het weekend naar dit eiland. Het is in korte tijd vanuit de haven van Piraeus te bereiken. Met de veerboot duurt de overtocht ongeveer anderhalf uur, per draagvleugelboot zo'n 40 minuten.
Het eiland staat bekend om de pistachenootjes die er geteeld worden.
Volgens de Griekse mythologie was Aeacus, een zoon van Zeus en de nimf Aegina, de eerste koning.
De gemeente Egina bestaat uit het eiland Egina en een aantal kleinere eilandjes eromheen. De gemeente is opgedeeld in de plaatsen
- Egina (7253 inwoners in 2011) hoofdstad van het eiland.
- Kypseli (2124)
- Mesagros (1361)
- Perdika (823)
- Vathy (1495)

## Bezienswaardigheden
Markante punten op Egina zijn de Afaia-tempel, het Agios Nektarios-klooster, gewijd aan de heilige Nektarios, een recente heilige van de Grieks-Orthodoxe Kerk. De ruïnes op de Kolona-heuvel en het archeologisch museum aan de voet van diezelfde heuvel. Daarnaast zijn de diverse dorpjes, waaronder de (gelijknamige) hoofdplaats Egina, het bezoeken waard.